# 老观坨镇
老观坨镇，是中华人民共和国辽宁省沈阳市辽中区下辖的一个已撤销的乡镇级行政单位。撤销时下辖的行政区划并入肖寨门镇。

## 行政区划
老观坨镇下辖以下地区：
后老薄村、双树坨村、老观坨村、大兰坨村、肖兰坨村和大岗子村。